# Séné

Séné este o comună în departamentul Morbihan, Franța. În 1 ianuarie 2022 avea o populație de 9.265 de locuitori.